# Момчилов Град на Јухору
Град на Јухору познат и као Момчилов Град код села Поточац је тврђава на Јухору, делу родопских планина, удаљена 20 km од Јагодине.
На планини Јухор се налази највећи археолошки локалитет у Србији из доба праисторије. Прве трагове локалитета археолози су нашли осамдесетих година 20. века у близини подјухорског села Поточац, на неприступачном планинском делу и утврдили да се ради о великом урбаном насељу које је било окружено стрмим вододеринама и дубоким одбрамбеним ровом који је и данас видљив. На елипсастом платоу димензија 20 m х 80 m нађени су темељи збијених кућа и цркава које указују на велики број становника овог насеља у 5. и 6. веку. Објекти су пронађени и изван зидина града, а постоји и прстен мањих градских насеља око Јухора.
Данас су опстали темељи града и рушевине једне од кула. Према неким претпоставкама, тврђава је настала још у доба Илира, а утврђење је било саставни део унутрашњег византијског система утврђења које је истовремено имало функцију и рефугијума, контроле и заштите путне мреже.